# Ну, погоди! (выпуск 14)
Ну, погоди! (выпуск 14) — четырнадцатый мультипликационный фильм из серии «Ну, погоди!».

## Сюжет
Волк в пиджаке приходит к Зайцу на день рождения, дарит ему букет роз и с большим трудом открывает бутылку сидра.
Волк едет на старинном мерседесе по городу. Дорогу ему переходит Заяц, направляющийся в Дом юного техника.
В Доме юного техника Волк знакомится с роботами-стилистами, моделью ракеты и роботом-милиционером.
Также Волк знакомится с изобретением Зайца — Зайцем-роботом.

## Создатели
| Авторы сценария            | Александр Курляндский, Аркадий Хайт                                                 |
| Кинорежиссёр               | Вячеслав Котёночкин                                                                 |
| Художник-постановщик       | Светозар Русаков                                                                    |
| Кинооператор               | Светлана Кощеева                                                                    |
| Звукооператор              | Владимир Кутузов                                                                    |
| Музыкальное оформление     | Александра Гольдштейна                                                              |
| Ассистент режиссёра        | Раиса Макарова                                                                      |
| Монтажёр                   | Маргарита Михеева                                                                   |
| Художники-мультипликаторы: | Виктор Арсентьев, Олег Сафронов, Владимир Крумин, Сергей Аврамов, Александр Дорогов |
| Художники:                 | Зоя Монетова, Сергей Маракасов, Ирина Троянова                                      |
| Роли озвучивали:           | Клара Румянова — Заяц / Заяц-Робот, Анатолий Папанов — Волк                         |
| Редактор                   | Елена Никиткина                                                                     |
| Директор съёмочной группы  | Лилиана Монахова                                                                    |

## Музыка
- Hugo Strasser Und Sein Tanzorchester — «Petersburger Nächte» (H. Strasser / Arr.: D. Schweppe);
- Алла Пугачёва и эстрадный оркестр под управлением Раймонда Паулса — «Миллион роз» (музыка — Раймонд Паулс, слова — Андрей Вознесенский);
- Claude Ciari — «Un réverbère» (C. Ciari);
- Digital Emotion — «Get Up, Action» (Adams & Fleisner);
- Digital Emotion — «Go Go Yellow Screen» (Adams & Fleisner);
- Klaus Wunderlich — «Bésame mucho» (Velazquez);
- Methusalem (Empire) — «Black Hole» («Bavarian Affair») (Tom Mueller);
- Leroy Holmes And His Orchestra — «Bonnie and Clyde»;
- Digital Emotion — «The Beauty & The Beast» (Adams & Fleisner);
- ВИА «Земляне» — «Трава у дома» (музыка — Владимир Мигуля, слова — Анатолий Поперечный);
- Max Greger Und Sein Orchester — «Flyin' Sax» (Claus-Robert Kruse);
- ВИА «Лейся, песня» — «Качается вагон» (музыка — Вячеслав Добрынин, слова — Игорь Шаферан).

Одна из композиций была специально написана и исполнена Александром Гольдштейном.
В эпизоде с титрами звучит неизменная музыкальная композиция «Водные лыжи» Тамаша Деака в исполнении вокального ансамбля «Гармония» и инструментального ансамбля «Деак».